# Phong trào ngôn ngữ Bengal

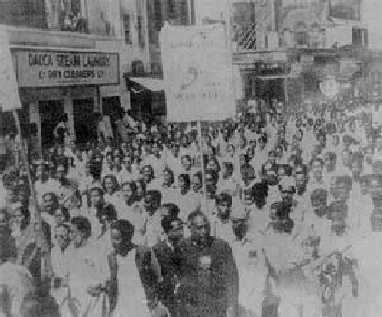
Tuần hành ngày 21 tháng 2 năm 1952 tại Dhaka

Phong trào ngôn ngữ Bengal là một phong trào chính trị tại Đông Bengal (nay là Bangladesh) chủ trương công nhận tiếng Bengal là một ngôn ngữ chính thức của Quốc gia tự trị Pakistan để ngôn ngữ này được phép sử dụng trong công vụ, tiếp tục được sử dụng làm ngôn ngữ giảng dạy, sử dụng trong truyền thông, tiền tệ và tem, và để duy trì cách viết bằng chữ cái Bengal.
Quốc gia tự trị Pakistan được thành lập sau Ấn Độ phân ly năm 1947, với nhiều nhóm dân tộc và ngôn ngữ khác biệt, về phương diện địa lý thì tỉnh Đông Bengal (năm 1956 được đổi thành Đông Pakistan) không tiếp giáp với phần còn lại của quốc gia và có cư dân chủ yếu là người Bengal. Năm 1948, Chính phủ Quốc gia tự trị Pakistan quy định Urdu là ngôn ngữ quốc gia duy nhất, gây kháng nghị rộng khắp trong cộng đồng nói tiếng Bengal chiếm đa số tại Đông Bengal. Đối diện với căng thẳng bè phái và bất mãn quần chúng gia tăng do luật mới, chính phủ cấm chỉ các cuộc tụ tập công cộng và tập hợp. Các sinh viên của Đại học Dhaka và các nhà hoạt động chính trị khác bất tuân pháp luật và tổ chức một cuộc kháng nghị vào ngày 21 tháng 2 năm 1952. Phong trào đạt đỉnh khi cảnh sát hạ sát sinh viên tuần hành vào ngày này. Các trường hợp tử vong gây bất ổn dân sự trên quy mô lớn. Sau nhiều năm xung đột, chính phủ trung ương nhượng bộ và trao địa vị chính thức cho tiếng Bengal vào năm 1956. Năm 1999, UNESCO tuyên bố ngày 21 tháng 2 là Ngày tiếng mẹ đẻ Quốc tế, nhằm thể hiện tưởng niệm Phong trào ngôn ngữ Bengal và quyền dân tộc-ngôn ngữ của nhân dân toàn cầu.
Phong trào ngôn ngữ Bengal là xúc tác cho sự khẳng định bản sắc dân tộc Bengal tại Đông Bengal và sau là Đông Pakistan, và trở thành một điềm báo trước cho phong trào dân tộc chủ nghĩa Bengal, gồm Phong trào 6 Điểm và sau đó là Chiến tranh giải phóng Bangladesh năm 1971. Tại Bangladesh, ngày 21 tháng 2 là ngày Phong trào ngôn ngữ, một ngày nghỉ quốc gia. Tượng đài Shaheed được xây dựng gần Học viện Y tế Dhaka nhằm kỷ niệm phong trào và các nạn nhân.

## Bối cảnh
Các quốc gia Pakistan và Bangladesh hiện nay nguyên là bộ phận của Ấn Độ thuộc Anh. Từ giữa thế kỷ 19, ngôn ngữ Urdu được các nhà lãnh đạo chính trị và tôn giáo xúc tiến làm ngôn ngữ chung của người Hồi giáo Ân Độ, trong số đó có Sir Khwaja Salimullah, Sir Syed Ahmed Khan, Nawab Viqar-ul-Mulk và Maulvi Abdul Haq. Urdu là một ngôn ngữ thuộc ngữ chi Ấn-Arya của ngữ tộc Ấn-Iran, thuộc ngữ hệ Ấn-Âu. Ngôn ngữ này phát triển dưới ảnh hưởng của tiếng Ba Tư, tiếng Ả Rập và Đột Quyết lên các apabhramsha (giai đoạn ngôn ngữ cuối cùng của tiếng Pali-Prakrit Trung cổ) tại Nam Á thời Vương quốc Hồi giáo Delhi và Đế quốc Mughal. Ngôn ngữ này được viết bằng chữ cái Ba Tư-Ả Rập, được nhận định là một yếu quan trọng của văn hóa Hồi giáo đối với người Hồi giáo Ấn Độ; tiếng Hindi và chữ cái Devanagari thì được nhìn nhận là nền tảng của văn hóa Hindu.
Mặc dù việc sử dụng Urdu dần trở nên phổ biến đối với người Hồi giáo tại miền bắc Ấn Độ, song người Hồi giáo tại Bengal chủ yếu sử dụng ngôn ngữ Bengal. Ngôn ngữ Bengal là một ngôn ngữ Đông Ấn-Arya phát sinh từ các ngôn ngữ Ấn Trung đại miền đông vào khoảng năm 1000 và phát triển đáng kể trong Phục hưng Bengal. Ngay từ cuối thế kỷ 19, các nhà hoạt động xã hội như nhà nữ quyền Hồi giáo Roquia Sakhawat Hussain đã lựa chọn viết bằng ngôn ngữ Bengal để tiếp cận đến dân chúng và phát triển nó như một ngôn ngữ văn chương hiện đại. Những người tán thành ngôn ngữ Bengal phản đối Urdu ngay từ trước khi Ấn Độ phân ly, khi các đại biểu từ Bengal bác bỏ ý tưởng lấy Urdu làm ngôn ngữ chung của người Hồi giáo Ấn Độ trong hội nghị Lucknow 1937 của Liên minh Hồi giáo Toàn Ấn. Liên minh Hồi giáo là một chính đảng tại Ấn Độ thuộc Anh, là thể lực đứng sau việc hình thành quốc gia Hồi giáo Pakistan từ Ấn Độ.

## Giai đoạn đầu của phong trào
Sau khi Ấn Độ phân ly vào năm 1947, những người nói tiếng Bengal tại Đông Bengal chiếm 44 triệu trong tổng dân số 69 triệu của Quốc gia tự trị Pakistan. Tuy nhiên, các thể chế chính phủ, công vụ, và quân sự của Quốc gia tự trị Pakistan nằm dưới sự chi phối của các cá nhân đến từ phần phía tây của quốc gia. Năm 1947, một nghị quyết quan trọng tại một hội nghị thượng đỉnh giáo dục quốc dân tại Karachi chủ trương Urdu là ngôn ngữ quốc gia duy nhất, và là ngôn ngữ độc nhất sử dụng trong truyền thông và trong trường học. Các hoạt động phản đối và kháng nghị lập tức nổ ra, các sinh viên từ Dhaka tập hợp dưới sự lãnh đạo của Abul Kashem, thư ký của Tamaddun Majlish- một tổ chức văn hóa Hồi giáo Bengal. Cuộc tập hợp yêu cầu ngôn ngữ Bengal là một ngôn ngữ chính thức của Quốc gia tự trị Pakistan và là một ngôn ngữ giảng dạy tại Đông Bengal. Tuy nhiên, Uỷ ban Công cụ Pakistan loại bỏ ngôn ngữ Bengal khỏi danh sách các đối tượng được phê duyệt, cũng như khỏi ghi chú trên tiền tệ và tem. Bộ trưởng giáo dục Fazlur Rahman tiến hành chuẩn bị quy mô lớn để Urdu là ngôn ngữ quốc gia duy nhất của Quốc gia tự trị Pakistan. Phẫn nộ lan rộng trong quần chúng, và một lượng lớn sinh viên Bengal tụ tập tại Đại học Dhaka vào ngày 8 tháng 12 năm 1947 để chính thức yêu cầu rằng ngôn ngữ Bengal là một ngôn ngữ chính thức. Để xúc tiến hoạt động của mình, các sinh viên Bengal tổ chức diễu hành và tập hợp tại Dhaka.[dead link]
Các học giả Bengal hàng đầu tranh luận rằng tại sao Urdu không nên là ngôn ngữ chính thức duy nhất. Nhà ngôn ngữ học Muhammad Shahidullah chỉ ra rằng Urdu không phải là ngôn ngữ bản địa trong bất kỳ khu vực nào tại Pakistan, và nói rằng, "Nếu chúng tôi phải chọn một ngôn ngữ quốc gia thứ hai, chúng tôi sẽ xem xét Urdu." Nhà văn Abul Mansur Ahmed nói rằng nếu Urdu trở thành ngôn ngữ quốc gia, xã hội có giáo dục của Đông Bengal sẽ trở nên 'thất học' và 'không đủ tư cách' cho các vị trí trong chính phủ. Rastrabhasa Sangram Parishad (Ủy ban Hành động ngôn ngữ quốc gia) là một tổ chức tán thành ngôn ngữ Bengal là một ngôn ngữ chính thức, được thành lập vào cuối tháng 12 năm 1947, Giáo sư Nurul Huq Bhuiyan của Tamaddun Majlish triệu tập ủy ban. Sau đó, thành viên Hội đồng Shamsul Huq triệu tập một ủy ban mới nhằm thúc đẩy để ngôn ngữ Bengal trở thành quốc ngữ. Thành viên Quốc hội Dhirendranath Datta đệ trình luật lên Quốc hội Lập hiến Pakistan nhằm cho phép các thành viên nói tiếng Bengal và cho phép sử dụng ngôn ngữ này cho các mục đích chính thức. Đề xuất của Datta nhận được sự ủng hộ của các nhà lập pháp Prem Hari Burman, Bhupendra Kumar Datta và Sris Chandra Chattaopadhyaya của Đông Bengal, cũng như nhân dân từ khu vực. Thủ tướng Liaquat Ali Khan và Liên minh Hồi giáo lên án đề xuất này là một nỗ lực nhằm chia rẽ nhân dân Pakistan, do đó dự luật thất bại.

### Kích động năm 1948

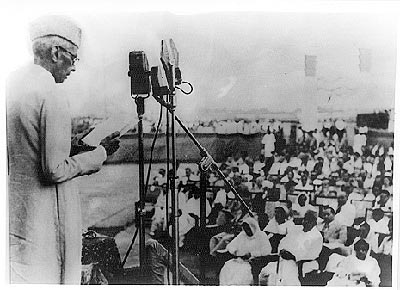
Muhammad Ali Jinnah vào ngày 21 tháng 3 năm 1948 nói trước một cuộc tụ tập công cộng rằng Quốc ngữ của Pakistan sẽ là Urdu và không có ngôn ngữ nào khác.

Các sinh viên của Đại học Dhaka và các học hiệu khác trong thành phổ tổ chức tổng bãi khóa vào ngày 11 tháng 3 năm 1948 nhằm kháng nghị việc bỏ ngôn ngữ Bengal khỏi sử dụng chính thức, gồm cả tiền tệ, tem và kiểm tra tuyển dụng hải quân. Phong trào tái tuyên bố yêu cầu rằng ngôn ngữ Bengal được tuyên bố là một quốc ngữ của Quốc gia tự trị Pakistan. Các nhà lãnh đạo chính trị như Shamsul Huq, Shawkat Ali, Kazi Golam Mahboob, Oli Ahad, Abdul Wahed và những người khác bị bắt giữ trong các cuộc tập hợp. Lãnh đạo của cuộc tập hợp là Mohammad Toaha phải nhập viện sau nỗ lực chộp một khẩu súng từ một cảnh sát viên. Các lãnh đạo sinh viên, như Abdul Matin và Abdul Malek Ukil tham dự diễu hành.
Vào chiều ngày 11 tháng 3, một cuộc hội ngộ được tổ chức nhằm kháng nghị cảnh sát tàn bạo và các vụ bắt giữ. Một nhóm sinh viên tuần hành hướng đến nhà của tỉnh trưởng Khawaja Nazimuddin bị ngăn lại trước Tòa cao đẳng Dhaka. Đám tuần hành chuyển hướng và rời đến hướng tòa nhà văn phòng tỉnh trưởng. Cảnh sát tấn công đám tuần hành, làm bị thương một số sinh viên và nhân vật lãnh đạo, trong đó có A. K. Fazlul Huq. Bãi khóa tiếp tục trong bốn ngày sau. Trước tình thế này, tỉnh trưởng Nazimuddin ký một thỏa thuận với các lãnh đạo sinh viên về việc chấp thuận một số điều khoản và điều kiện, song không đồng ý với yêu cầu ngôn ngữ Bengal trở thành một quốc ngữ.
Tại đỉnh điểm của bất ổn dân tự, Toàn quyền Pakistan Muhammad Ali Jinnah đến Dhaka vào ngày 19 tháng 3 năm 1948. Vào ngày 21 tháng 3, trong một cuộc tiếp dân tại sân đua ngựa, ông tuyên bố rằng vấn đề ngôn ngữ là mưu đồ của một "thế lực thứ năm" nhằm chia rẽ người Hồi giáo Pakistan. Jinnah còn tuyên bố rằng "Urdu, và duy có Urdu" biểu hiện tinh thần của các dân tộc Hồi giáo và sẽ duy trì là quốc ngữ, liệt những người bất đồng với quan điểm của ông là "những kẻ thù của Pakistan". Jinnah có phát biểu tương tự tại Curzon Hall trong Đại học Dhaka vào ngày 24 tháng 3. Trong cả hai cuộc tụ họp, Jinnah bị các khán giả ngắt lời nhiều đoạn. Ông sau đó kêu gọi một cuộc hội của một ủy ban hành động quốc ngữ, và bác bỏ giao ước mà Khawaja Nazimuddin ký với các nhà lãnh đạo sinh viên. Trước khi Jinnah rời Dhaka vào ngày 28 tháng 3, ông tiến hành phát biểu trên đài phát thanh tái khẳng định chính sách "chỉ có Urdu".
Vào ngày 27 tháng 11 năm 1948, Ghulam Azam đại diện cho Liên minh sinh viên Đại học Dhaka trao một bị vong lục cho Thủ tướng Pakistan Liakat Ali Khan tại Đại học Dhaka yêu cầu rằng ngôn ngữ Bangla trở thành quốc ngữ của Pakistan. Đương thời, Ghulam Azam giữ chức vụ Tổng bí thư của Liên minh.
Ngay sau đó, Ủy ban Ngôn ngữ Đông Bengal dưới sự lãnh đạo của Maulana Akram Khan được chính phủ Đông Bengal thành lập nhằm chuẩn bị một báo cáo về vấn đề ngôn ngữ. Ủy ban hoàn thành báo cáo của mình vào ngày 6 tháng 12 năm 1950, song nó không được công bố cho đến năm 1958. Chính phủ đề xuất ngôn ngữ Bengal được viết bằng chữ cái Ả Rập là một giải pháp tiềm năng cho xung đột về ngôn ngữ.

## Các sự kiện năm 1952

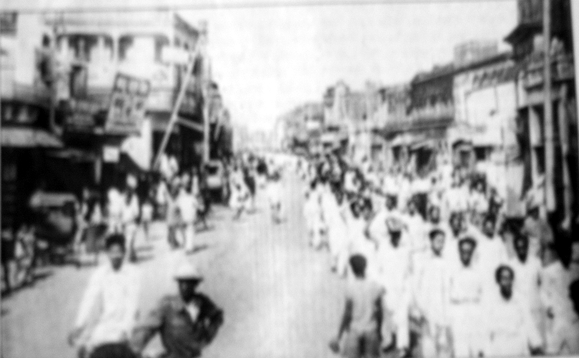
Tuần hành được tổ chức vào ngày 4 tháng 2 năm 1952 tại Nawabpur Road, Dhaka.

Tranh luận Urdu-Bengal nhen nhóm lại khi người kế nhiệm của Jinnah là Toàn quyền Khawaja Nazimuddin kiên quyết bảo vệ chính sách "chỉ có Urdu" trong một bài phát biểu vào ngày 27 tháng 1 năm 1952. Ngày 31 tháng 1, Shorbodolio Kendrio Rashtrobhasha Kormi Porishod (Ủy ban hành động ngôn ngữ trung ương liên đảng phái) được thành lập trong một cuộc tụ họp tại Bar Library Hall của Đại học Dhaka, chủ tịch là Maulana Bhashani. Đề xuất của chính phủ trung ương về việc viết tiếng Bengal bằng chữ cái Ả Rập bị kịch liệt phản đối trong cuộc họp. Uỷ ban hành động kêu gọi mọi người tham gia hoạt động kháng nghị vào ngày 21 tháng 2, bao gồm bãi khóa và tập hợp. Các sinh viên của Đại học Dhaka và các học hiệu khác tập hợp tại các khu vực đại học vào ngày 4 tháng 2 và cảnh báo chính phủ rút đề xuất viết tiếng Bengal bằng chữ cái Ả Rập, và khẳng định việc công nhận ngôn ngữ Bengal. Khi chuẩn bị cho cuộc tuần hành sắp tới, chính phủ áp đặt Điều 144 tại Dhaka, cấm chỉ bất kỳ cuộc tụ tập nào trên ba người.

### 21 tháng 2
Chín giờ sáng, các sinh viên bắt đầu tụ tập tại Đại học Dhaka bất chấp Điều 144. Phó hiệu trưởng của đại học và các quan chức khác hiện diện khi cảnh sát có vũ trang bao quanh khuôn viên. Đến 11:15, các sinh viên tụ tập tại cổng đại học và nỗ lực phá vỡ hàng rào cảnh sát. Cảnh sát bắn lựu đạn hơi cay về phía cổng để cảnh cáo các sinh viên. Một nhóm sinh viên chạy vào Học viện Y tế Dhaka trong khi những người khác tuần hành hướng về khuôn viên đại học bị cảnh sát bao vây. Phó hiệu trưởng yêu cầu cảnh sát ngừng bắn và lệnh cho sinh viên rời khỏi khu vực. Tuy nhiên, cảnh sát bắt giữ một số sinh viên vì vi phạm Điều 144 khi họ nỗ lực rời đi. Tức giận trước hành động bắt giữ, các sinh viên tụ tập quanh Hội đồng Lập pháp Đông Bengal và chặn đường vào hội đồng, yêu cầu được trình bày yêu cầu trước hội nghị. Khi một nhóm sinh viên tìm cách xông vào tòa nhà, cảnh sát khai hỏa và sát hại một số sinh viên, trong đó có Abdus Salam, Rafiq Uddin Ahmed, Abul Barkat và Abdul Jabbar. Khi tin tức về các trường hợp tử vong được lan truyền, rối loạn bùng phát khắp thành phố. Các cửa hàng, văn phòng và giao thông công cộng bị đóng cửa và tổng đình công bắt đầu. Tại hội đồng, sáu nhà lập pháp gồm Manoranjan Dhar, Boshontokumar Das, Shamsuddin Ahmed và Dhirendranath Datta yêu cầu rằng tỉnh trưởng Nurul Amin đến thăm các sinh viên trong bệnh viện và rằng hội đồng ngưng họp nhằm thể hiện tiếc thương. Đề nghị này được sự ủng hộ của một số nhân vật như Maulana Abdur Rashid Tarkabagish, Shorfuddin Ahmed, Shamsuddin Ahmed Khondokar và Mosihuddin Ahmed. Tuy nhiên, Nurul Amin từ chối yêu cầu.

### 22 tháng 2
Rối loạn lan khắp tỉnh khi các đoàn tuần hành phớt lờ Điều 144 và lên án các hành động của cảnh sát. Hơn 30.000 người tụ tập tại Curzon Hall tại Dhaka. Trong lúc các hoạt động kháng nghị tiếp diễn, các hành động của cảnh sát khiến thêm bốn người thiệt mạng. Điều này thúc đẩy các nhân viên từ nhiều tổ chức khác nhau, như học viện, ngân hàng, và đài phát thanh, tẩy chay công sở và gia nhập đoàn tuần hành. Những người kháng nghị đốt cháy các văn phòng của hai cơ quan tin tức thân chính phủ hàng đầu là Jubilee Press và Morning News. Cảnh sát khai hỏa vào một janaza (đám tang) lớn, khi họ đi qua Nawabpur Road. Sự kiện khiến một số người thiệt mạng, bao gồm nhà hoạt động Sofiur Rahman và một cậu bé chín tuổi tên là Ohiullah.

### Tiếp diễn bất ổn

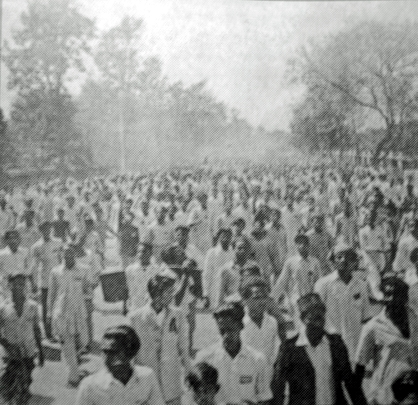
Tụ tập ngày 22 tháng 2 sau janaja tại Học viện Y tế Dhaka.

Suốt đêm ngày 23 tháng 2, các sinh viên của Học viện Y tế Dhaka xây dựng một Shaheed Smritistombho, hoặc đài liệt sĩ. Hoàn thành vào rạng sáng ngày 24 tháng 2, tượng đài có một ghi chú viết tay kèm theo với dòng chữ "Shaheed Smritistombho". Khánh thành bởi cha của nhà hoạt động bị thiệt mạng Sofiur Rahman, song bị cảnh sát phá hủy vào ngày 26 tháng 2. Ngày 25 tháng 2, các công nhân tại thị trấn Narayanganj tổ chức đình công. Một hoạt động kháng nghị tiếp theo vào ngày 29 tháng 2, những người tham dự phải đối diện với hành hung nghiêm trọng của cảnh sát.
Chính phủ kiểm duyệt các tường thuật tin tức và giấu con số thương vong chính sách trong các hoạt động kháng nghị. Hầu hết truyền thông thân chính phủ cáo buộc các phần tử Ấn Độ giáo và cộng sản chịu trách nhiệm về việc kích động rối loạn và náo động của sinh viên. Ngày 8 tháng 4, báo cáo của chính phủ về các sự cố không thể hiện bất kỳ biện hộ cụ thể nào cho việc cảnh sát khai hỏa vào sinh viên. Khi hội đồng lập pháp được tái triệu tập vào ngày 14 tháng 4, những tiến trình bị Liên minh Hồi giáo ngưng lại khi các nhà lập pháp từ Đông Bengal tìm cách nêu lên vấn đề ngôn ngữ. Ngày 16 tháng 4, Đại học Dhaka mở cửa trở lại và Shorbodolio Kendrio Rashtrobhasha Kormi Porishod, hay Ủy ban hành động ngông ngữ trung ương liên đảng, tổ chức một cuộc hội thảo vào ngày 27 tháng 4 tại Bar Association Hall. Trong cuộc họp, các đại biểu yêu cầu chính phủ phóng thích các tù nhân, nới lỏng các hạn chế về tự do dân sự và chấp thuận ngôn ngữ Bengal là quốc ngữ.

## Các sự kiện sau năm 1952
Shorbodolio Kendrio Rashtrobhasha Kormi Porishod được hỗ trợ của Liên minh Hồi giáo Awami, quyết định tưởng niệm ngày 21 tháng 2 là Shohid Dibosh (ngày Liệt sĩ). Trong ngày tưởng niệm đầu tiên, nhân dân khắp Đông Bengal đeo phù hiệu đen nhằm biểu thị tình đoàn kết với các nạn nhân. Hầu hết công sở, ngân hàng và thể chế giáo dục đóng cửa để bày tỏ tôn trọng. Các nhóm sinh viên lập giao kèo với học viện và sĩ quan cảnh sát để duy trì pháp luật và trật tự. Có trên 100.000 người tụ tập tại Armanitola tại Dhaka, tại đây các nhà lãnh đạo cộng đồng kêu gọi ngay lập tức phóng thích Maulana Bhashani và các tù nhân chính trị khác. Tuy nhiên, các chính trị gia Đông Pakistan như Fazlur Rahman làm trầm trọng thêm căng thẳng khi tuyên bố rằng bất kỳ ai muốn ngôn ngữ Bengal trở thành một ngôn ngữ chính trị sẽ được nhìn nhận là một "kẻ thù của quốc gia". Các sinh viên và thường dân Bengal bất tuân các hạn chế về tổ chức tưởng niệm. Tuần hành nổ ra vào tối ngày 21 tháng 2 năm 1954, nhiều hội trường khác nhau của Đại học Dhaka giương lên cờ đen nhằm tưởng niệm. Cảnh sát bắt giữ các sinh viên và những người kháng nghị khác, họ được phóng thích sau đó mặc dù từ chối trả tiền bảo lãnh.
Căng thẳng chính trị đạt đỉnh khi cuộc bầu cử hội đồng cấp tỉnh tại Đông Bengal được tổ chức vào năm 1954. Liên minh Hồi giáo cầm quyền lên án liên minh Mặt trận Liên hiệp đối lập do A. K. Fazlul Huq và Liên minh Awami lãnh đạo, phái này muốn quyền tự trị lớn hơn cho tỉnh. Một số thủ lĩnh của Mặt trận Liên hiệp và các nhà hoạt động bị bắt giữ. Một cuộc họp của các thành viên Liên minh Hồi giáo trong Quốc hội, chủ tọa là Thủ tướng Muhammad Ali Bogra, quyết định công nhận địa vị chính thức cho ngôn ngữ Bengal. Quyết định này gây nên một làn sóng bất ổn lớn khi các dân tộc khác tìm cách giành được công nhận cho các ngôn ngữ khu vực khác. Những người đề xướng Urdu như Maulvi Abdul Haq chỉ trích bất kỳ đề xuất nào trao địa vị chính thức cho ngôn ngữ Bengal. Ông dẫn đầu một cuộc tập hợp của 100.000 người kháng nghị quyết định của Liên minh Hồi giáo. Mặt trận Liên hiệp giành đa số cao trong hội đồng lập pháp cấp tỉnh, còn Liên minh Hồi giáo giành được số ghế ít nhất trong lịch sử.
Chính phủ Mặt trận Liên hiệp ra lệnh thiết lập Viện hàn lâm Bangla nhằm xúc tiến, phát triển, và bảo tồn ngôn ngữ, văn học và di sản Bengal. Tuy nhiên, Mặt trận Liên hiệp chỉ cầm quyền tạm thời do Toàn quyền Ghulam Muhammad đình chỉ chính phủ và bắt đầu thời gian cai trị trực tiếp của Toàn quyền vào ngày 30 tháng 4 năm 1954. Mặt trận Liên hiệp lại thành lập chính phủ vào ngày 6 tháng 6 năm 1955 sau khi chế độ toàn quyền trực tiếp cai trị kết thúc. Liên minh Awami không tham dự trong chính phủ này.
Sau khi Mặt trận Liên hiệp quay lại nắm quyền, lễ kỷ niệm sự kiện vào 21 tháng 2 năm 1956 được tổ chức lần đầu tiên trong không khí hòa bình. Chính phủ hỗ trợ một kế hoạch lớn nhằm xây dựng một Đài Shaheed mới. Phiên họp của hội đồng lập hiến được ngưng lại năm phút nhằm biểu thị chia buồn cho những sinh viên thiệt mạng do bị cảnh sát bắn. Các nhà lãnh đạo Bengal tổ chức các cuộc tụ tập lớn và toàn bộ các công sở và doanh nghiệp cũng đóng cửa.
Ngày 7 tháng 5 năm 1954, hội đồng lập hiến quyết định, với sự ủng hộ của Liên minh Hồi giáo, trao địa vị chính thức cho ngôn ngữ Bengal. Ngôn ngữ Bengal được công nhận là ngôn ngữ chính thức thứ hai của Pakistan vào ngày 29 tháng 2 năm 1956, và điều 214(1) của hiến pháp Pakistan được soạn lại thành "quốc ngữ của Pakistan sẽ là Urdu và Bengal."
Tuy nhiên, chính phủ quân sự do Ayub Khan thành lập tiến hành các nỗ lực nhằm tái lập hiện trạng Urdu là quốc ngữ duy nhất. Ngày 6 tháng 1 năm 1959, chính thể quân sự ban một tuyên bố chính thức và phục hồi quan điểm chính thức ủng hộ chính sách của hiến pháp năm 1956 về hai quốc ngữ.
Mặc dù vấn đề quốc ngữ được giải quyết vào năm 1956, song chính phủ quân sự của Ayub Khan xúc tiến lợi ích của Tây Pakistan gây tổn hại đến Đông Pakistan. Mặc dù chiếm đa số trong tổng nhân khẩu toàn quốc, song cư dân Đông Pakistan tiếp tục không được đại diện đầy đủ trong các công vụ và quân vụ, nhận được ít ngân sách quốc gia ít và các trợ giúp khác của chính phủ trung ương. Chủ yếu bắt nguồn từ mất kinh bằng kinh tế giữa các khu vực gia tăng, và sự ủng hộ đối với Liên minh Awami theo chủ nghĩa dân tộc Bengal, tổ chức phát động phong trào 6 điểm nhằm tăng quyền tự chủ cho tỉnh, một yêu cầu đó là Đông Pakistan được gọi là Bangladesh (Lãnh thổ/Quốc gia của người Bengal), sau đó dẫn đến Chiến tranh giải phóng Bangladesh.

## Di sản

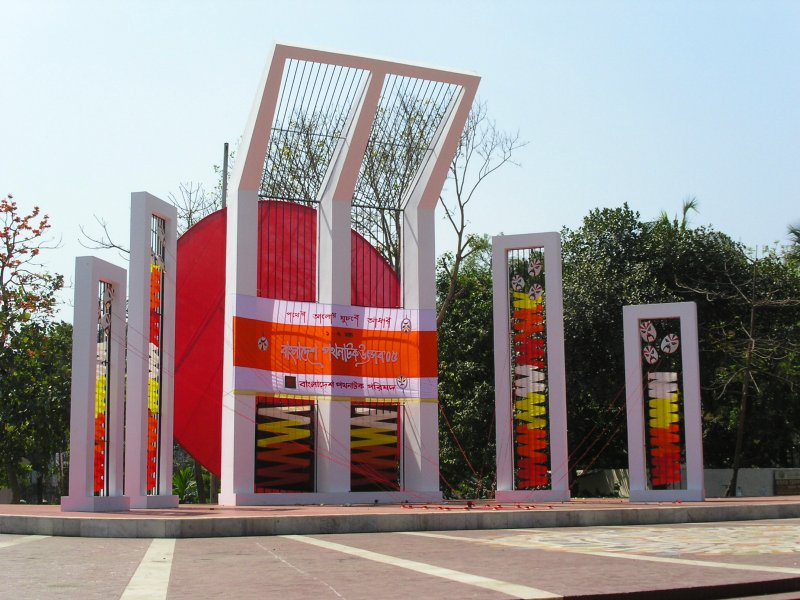
Đài Shaheed nằm gần Học viện Y tế Dhaka nhằm tưởng niệm những người thiệt mạng trong sự kiện kháng nghị vào ngày 21 tháng 2 năm 1952

Phong trào ngôn ngữ Bengal có một tác động văn hóa mạnh lên xã hội Bengal. Nó truyền cảm hứng cho sự phát triển và tán dương ngôn ngữ, văn học và văn hóa Bengal. Ngày 21 tháng 2 được chế định là ngày Phong trào ngôn ngữ hay Shohid Dibosh (ngày liệt sĩ), là một quốc lễ lớn tại Bangladesh. Một sự kiện kéo dài trong một tháng gọi là Hội chợ sách Ekushey được tổ chức thường niêm nhằm kỷ niệm phong trào. Ekushey Padak, một trong những giải thưởng dân sự cao nhất tại Bangladesh, được trao thường niên nhằm kỷ niệm tinh thần của phong trào. Các bài hát như Amar Bhaier Rokte Rangano của Abdul Gaffar Choudhury, do Shaheed Altaf Mahmud phổ nhạc, cùng các vở kịch, tác phẩm nghệ thuật và thơ đóng một vai trò đáng kể trong việc kích động cảm xúc của nhân dân trong phong trào. Kể từ sự kiện tháng 2 năm 1952, các bài thơ, ca, kịch, phim, biếm họa và hội họa được sáng tác nhằm thể hiện phong trào theo các quan điểm đa dạng. Tác phẩm nghệ thuật đáng chú ý là các bài thơ Bornomala, Amar Dukhini Bornomala và tháng 2 năm 1969 của Shamsur Rahman, phim Jibon Theke Neya của Zahir Raihan, kịch sân khấu Kobor của Munier Chowdhury và các tiểu thuyết Ekushey February của Raihan và Artonaad của Shawkat Osman. Bangladesh chính thức trình một đề xuất lên UNESCO để tuyên bố ngày 21 tháng 2 là "ngày ngôn ngữ mẹ đẻ quốc tế." Đề xuất ngày nhận được sự ủng hộ nhất trí tại phiên họp toàn thẻ lần thứ 30 của UNESCO tổ chức vào ngày 17 tháng 11 năm 1999.
Hai năm sau kỳ đài kỷ niệm đầu tiên bị cảnh sát phá hủy, một đài Shaheed (liệt sĩ) mới được xây dựng vào năm 1954 nhằm kỷ niệm những người kháng nghị bị thiệt mạng. Đài kỷ niệm lớn hơn do kiến trúc sư Hamidur Rahman thiết kế được bắt đầu xây dựng vào năm 1957 với sự hỗ trợ của chính phủ Mặt trận Liên hiệp. Mặc dù việc áp đặt thiết quân luật vào năm 1958 làm gián đoạn công việc, song đài kỷ niệm được hoàn tất và khánh thành vào ngày 21 tháng 2 năm 1963. Quân Pakistan phá hủy đài kỷ niệm trong Chiến tranh giải phóng Bangladesh vào năm 1971, song chính phủ Bangladesh xây dựng lại đài vào năm 1973.
Ngoài Đông Bengal, phong trào yêu cầu địa vị bình đẳng cho ngôn ngữ Bengal cũng diễn ra tại bang Assam của Ấn Độ. Ngày 19 tháng 5 năm 1961, 11 người Bengal bị cảnh sát sát hại tại ga đường sắt Silchar trong khi yêu cầu công nhận chính thức cho ngôn ngữ Bengal. Sau đó, ngôn ngữ Bengal được trao địa vị đồng chính thức tại ba huyện có đa số cư dân là người Bengal tại Assam.

## Phản ứng tại Pakistan
Mặc dù Phong trào ngôn ngữ Bengal được nhận định là đặt nền tàng cho chủ nghĩa dân tộc tại Đông Bengal và sau đó là Đông Pakistan, song nó cũng làm tăng thêm sự thù địch văn hóa giữa hai phần của Pakistan. Tại phần phía tây của Quốc gia tự trị Pakistan, phong trào được nhận định như là một cuộc nổi dật ly khai chống lại lợi ích quốc gia của Pakistan. Việc bác bỏ chính sách "Urdu-duy nhất" được nhận định là một sự vi phạm văn hóa Ba Tư-Ả Rập của người Hồi giáo và ý thức hệ khai quốc 'hai quốc gia' của Pakistan. Một số chính trị gia quyền lực nhất từ phía tây nhận định Urdu là một sản phẩm của văn hóa Hồi giáo Ấn Độ, song nhận định Bengal là một bộ phận của văn hóa Bengal "Ấn Độ giáo hóa". Hầu hết giữ vững quan điểm chính sách "Urdu duy nhất" do họ tin rằng chỉ có một ngôn ngữ duy nhất, một ngôn ngữ phi bản địa của Pakistan, mới nên đóng vai trò là quốc ngữ. Cách tư duy này cũng kích động phản đối đáng kể ở phần phía tây, nơi tồn tại một số nhóm ngôn ngữ. Đến năm 1967, nhà độc tài quân sự Ayub Khan nói rằng "Đông Bengal là... vẫn nằm dưới văn hóa và ảnh hưởng đáng kể của Ấn Độ giáo."
Liên minh Hồi giáo Awami chuyển sang chủ nghĩa dân tộc Bengal sau Phong trào, và bỏ từ "Hồi giáo" khỏi danh xưng. Phong trào ngôn ngữ truyền cảm hứng bất mãn tương tự tại phần phía tây của Pakistan và tạo động lực cho các đảng dân tộc chủ nghĩa. Bất ổn chính trị tại Đông Pakistan và kình địch giữa chính phủ trung ương và chíh phủ cấp tỉnh do Mặt trận Liên hiệp lãnh đạo là một trong các yếu tố chính gây ra đảo chính quân sự năm 1958 của Ayub Khan.